# Westlich von Santa Fé
Westlich von Santa Fé (Originaltitel: The Rifleman) ist eine US-amerikanische Westernserie, die zwischen 1958 und 1963 für ABC produziert wurde. Von Oktober 1969 bis 1972 lief sie auch im Vorabendprogramm des ZDF und ab 1985 im ORF.

## Handlung
John McLean ist ein Scharfschütze, Bürgerkriegsveteran und Witwer, der nicht nur alleine eine Ranch bewirtschaften, sondern sich auch um seinen Sohn Fred kümmern muss. Bei Problemen mit Banditen und Indianern kommt McLeans Gewehr, eine speziell präparierte Winchester zum Einsatz, welche nach dem Repetiervorgang mittels einer am Unterhebel angebrachten Schraube sofort den Schuss löst, wodurch mit ihr Schnellfeuer geschossen werden kann. Unterstützt wird McLean von Marshal Torrance, dem Sheriff und dem Saloonwirt Sweeney. Schauplatz der Geschichte ist der Ort North Fork in New Mexico.

## Hintergrund
In der Originalfassung heißt John McLean eigentlich Lucas McCain, auch der Name seines Sohnes wurde bei der Synchronisation von Mark in Fred abgeändert. Von den 169 in schwarz-weiß gedrehten Folgen wurden nur 110 im deutschen Fernsehen gezeigt.
Erdacht wurde die Serie von Sam Peckinpah, der auch einige Drehbücher verfasste. Die Serie zählt neben Tausend Meilen Staub, Bonanza und Rauchende Colts zu den erfolgreichsten Westernserien. Namhafte Schauspieler wie Sammy Davis jr., James Coburn, Leif Erickson, Dennis Hopper, Michael Landon, Dan Blocker, Jack Elam, Lee van Cleef und John Carradine hatten Gastauftritte. Für die Serie konnten bekannte Regisseure wie Richard Donner, Irwin Allen, Arthur Hiller, Budd Boetticher und Ted Post verpflichtet werden.
Im Jahr 2004 wurde die Figur des Lucas McCain vom US-Magazin TV-Guide auf Platz 32 der 50 besten Fernsehserienväter aller Zeiten gewählt. Auf dem Grabstein von Chuck Connors steht in Anlehnung an den Titel der Serie The Rifleman. Für die Fernsehserie Star Trek: Deep Space Nine diente die Handlung der Serie als wesentliche Inspirationsquelle.